# Karl III:s orden

Ordenstecknet.

Karl III:s orden (spanska: Real y Distinguida Orden de Carlos III), är en spansk orden instiftad den 19 september 1771 av kung Karl III till Heliga jungfruns ära. Kommendörerna med stora korset bär titeln excellens. Ordenstecknet består av ett åttauddigt gyllene kors med kulor och gyllene liljor mellan de blåemaljerade, vitkantade armarna. I korsets mitt finns en i blått infattad, oval, gul sköld, som på framsidan bär Heliga jungfruns bild, på baksidan siffran III med sig om varandra slingrande C. Bägge sidorna har devisen Virtuti et merito ("Åt dygden och förtjänsten"). Korset hänger i en gyllene lagerkrans och bärs i blått band.
Ordens mål är att belöna människor för deras fördelaktiga handlingar för Spanien och kronan. Sedan dess skapande har den varit den mest framstående civila utmärkelsen som man kan beviljas i Spanien, trots sin kategorisering som en militärorder.

## Klasser
Orden består av fyra klasser:
- kedja
- storkors
- numrerade kommendör
- kommendörsrosett
- riddare